# Nathalie Housset
Nathalie Housset (29 luglio 1968) è un'ex tennista francese.
È conosciuta anche come Nathalie Housset-Gilbert a seguito del matrimonio nel 1992 con Rodolphe Gilbert, anch'egli ex tennista.

## Carriera
In carriera ha raggiunto nel singolare la 158ª posizione della classifica WTA, mentre nel doppio ha raggiunto il 380º posto. Nei tornei del Grande Slam ha ottenuto il suo miglior risultato raggiungendo i quarti di finale di doppio misto all'Open di Francia nel 1991, in coppia con il marito Rodolphe.